# Coreia do Norte nos Jogos Paralímpicos de Verão de 2012
A Coreia do Norte foi um dos participantes dos Jogos Paralímpicos de Verão de 2012, na cidade de Londres, no Reino Unido.

## Desempenho

### Natação
Masculino
| Atletas     | Evento               | Preliminares | Preliminares | Final       | Final       |
| Atletas     | Evento               | Marca        | Posição      | Marca       | Posição     |
| ----------- | -------------------- | ------------ | ------------ | ----------- | ----------- |
| Ju Song Rim | 50 metros livre - S2 | 47s87        | 17º          | Não avançou | Não avançou |